# Precognició

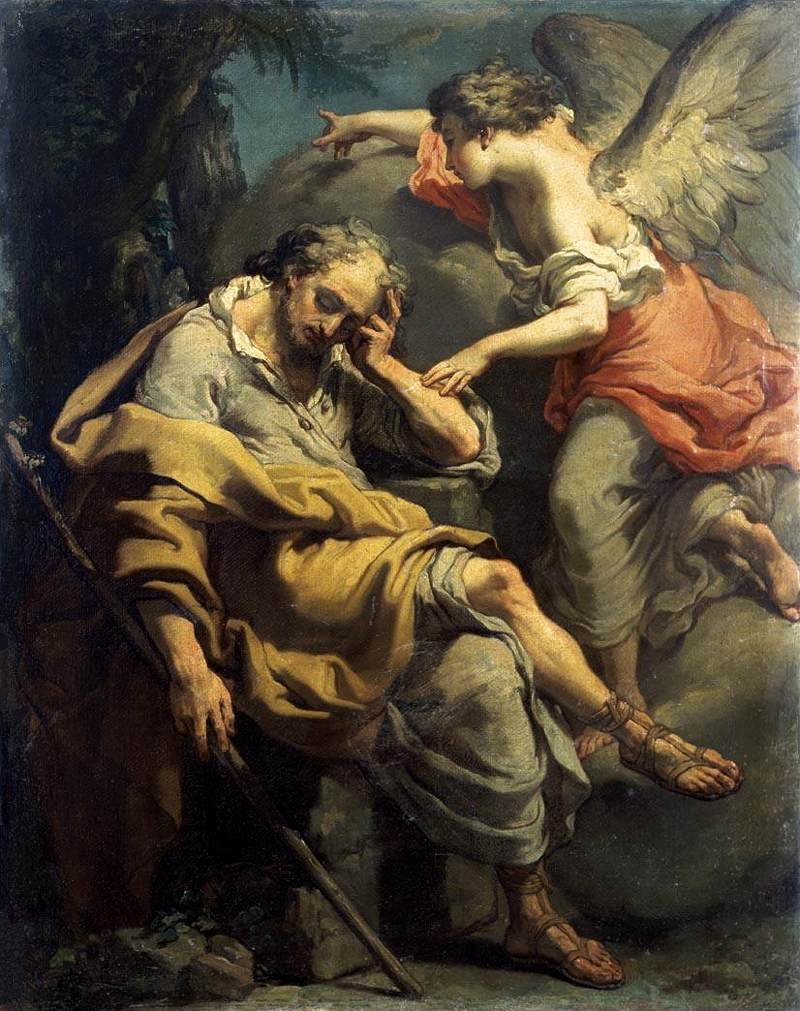
"El somni de Josep", pintura de Gaetano Gandolfi (1734-1802), cap al 1790. Segons el llibre del Gènesi, Déu va concedir a Josep la precognició a través dels somnis profètics i la capacitat d'interpretar els somnis dels altres.

La precognició és la capacitat d'anticipar el futur. Etimològicament prové del llatí, i es refereix a un coneixement ("cognició") anterior ("pre") o previ a quelcom no ocorregut. És una forma de percepció extrasensorial, segons la qual de la informació extreta dels estímuls sensorials en el present no se'n pot deduir el coneixement del futur esdeveniment.
L'experiència precognitiva sovint és intuïtiva, poc conscient o preconscient, i poques vegades es percep com a coneixement concret i totalment explícit. Per aquest motiu, els experiments més reeixits sobre precognició es basen en el registre d'informació del sistema nerviós autònom, com és la respiració, el ritme cardíac, la dilatació pupil·lar, o l'activitat electrodermal. També s'ha fet recerca utilitzant la tècnica de l'electroencefalograma.

## Proves científiques
Com en les altres formes de percepció extrasensorial, l'existència de la precognició no és acceptada per la comunitat científica, donada la dificultat en la replicabilitat dels experiments dissenyats, així com pel desafiament de les principals lleis de la ciència establerta. En el cas de la precognició, es viola el principi de causalitat, segons el qual un efecte no pot ser previ a la seva causa.
En els darrers anys, s'ha desenvolupat una línia de recerca basada en el registre d'informació fisiològica. Cal destacar-ne els experiments de Dean Radin i Dick Bierman. Es tracta d'experiments basats en el registre de la conductància de la pell i l'activitat elèctrica del cervell o electroencefalograma. Segons l'esquema més utilitzat, el subjecte experimental és exposat a imatges de diferent intensitat emocional de manera aleatòria. Cada imatge provoca en el subjecte una resposta fisiològica corresponent, segons es tracti d'una imatge neutra, emocionalment positiva o emocionalment negativa. Els autors citats afirmen haver descobert que els subjectes experimentals emeten de manera estadísticament significativa registres fisiològics anticipatoris, és a dir, corresponents a la visualització d'imatges emocionalment intenses que s'emetran dècimes de segon més tard.
La principal crítica de la comunitat científica prové del paradigma experimental de l'aprenentatge implícit, que estudia la capacitat mental d'aprendre certa informació, com ara patrons repetitius, de manera involuntària i no conscient. Malgrat els intents d'aleatoritzar l'aparició d'imatges de diferent intensitat emocional, els experiments de precognició de Radin i Bierman podrien estar registrant aprenentatge implícit de seqüències.